# Sprawa miłosna albo tragedia telefonistki
Sprawa miłosna albo tragedia telefonistki (serb-chorw. Ljubavni slučaj ili tragedija službenice PTT / Љубавни случај или трагедија службенице ПТТ) – jugosłowiański czarno-biały film eksperymentalny z 1967 roku w reżyserii Dušana Makavejeva. 

## Obsada
- Eva Ras jako Izabela, telefonistka
- Slobodan Aligrudić jako Ahmed, inspektor sanitarny
- Miodrag Andrić jako Mića, listonosz
- Ružica Sokić jako Ruža, przyjaciółka Izabeli
- Dragan Obradović jako obducent
- Aleksandar Kostić jako seksuolog
- Živojin Aleksić jako kryminolog